# Anderson Silva: Like Water
Anderson Silva: Like Water (no Brasil: Anderson Silva: Como Água) é um documentário americano de 2011. O filme que é distribuído pela ESPN Films nos Estados Unidos e que é a segunda produção brasileira da Disney no Brasil conta a história do lutador brasileiro de UFC Anderson Silva, detentor do título de pesos médios do UFC por mais tempo na história e considerado por muitos um dos maiores lutadores da história, focando em seu relacionamento com sua família, sua filosofia e, principalmente, seu treinamento e preparação física, além de conter entrevistas com vários lutadores de UFC. O título do filme se refere a seguinte frase de Bruce Lee: Não se limite a uma forma, adapte-se e construa a sua própria, e deixe-a crescer, ser como a água. Esvazie a sua mente, seja amorfo, sem forma - como a água. Se você colocar água num copo, ela se torna o copo; se você coloca água numa garrafa ela se torna na garrafa; se a colocá-la num bule, ela torna-se o bule. A água pode fluir ou pode colidir. Seja água, meu amigo.

## Prêmios
- Ganhador do prêmio de Melhor Direção em um Documentário no Tribeca Film Festival.[1]